# Bataille d'Arretium
Conquête romaine de l'Étrurie
Batailles
- Rome (404 av. J.-C.)
- Melpum (396 av. J.-C.)
- Allia (390 av. J.-C.)
- Rome (396 av. J.-C.)
- Rome (390 av. J.-C.)
- Rivière Anio (367 av. J.-C.)
- autariates (310 av. J.-C.)
- Clusium (295 av. J.-C.)
- Sentinum (295 av. J.-C.)
- Arretium (284 ou 283 av. J.-C.)
- Vadimon (283 av. J.-C.)
- Macédoine (279 av. J.-C.)
- Fiesole (225 av. J.-C.)
- Télamon (225 av. J.-C.)
- Clastidium (222 av. J.-C.)
- Crémone (200 av. J.-C.)
- Placentia (en) (194 av. J.-C.)
- Mutina (en) (193 av. J.-C.)

La bataille d'Arretium s'inscrit dans une succession de conflits entre Romains et tribus gauloises de Gaule transalpine et de Gaule cisalpine qui tentent de s'étendre en Italie septentrionale. La bataille prend place indirectement dans la conquête romaine de l'Étrurie. Elle oppose en 284 ou 283 av. J.-C. une armée de la République romaine à diverses tribus des Sénons. Les Romains essuient une lourde défaite durant laquelle leur général Lucius Caecilius Metellus Denter est tué. Malgré ce revers, les Romains parviennent à reprendre la situation en main, repoussent les Gaulois et imposent leur suprématie sur l'Étrurie, mais cela nécessite plusieurs années de campagnes supplémentaires.

## Le contexte
La troisième guerre samnite s'achève en 290 av. J.-C. par la soumission des Samnites qui demandent la paix et le renouvellement pour la quatrième fois du traité de 354 av. J.-C. Durant cette guerre, les Romains ont dû faire face à de nouvelles coalitions formées par ses voisins territoriaux qui craignent l'annexion. Ainsi les Samnites ont bénéficié du soutien des Étrusques et des Ombriens ainsi que des mercenaires Gaulois, principalement Sénons et Boïens, payés avec l'or étrusque. Les Romains n'ont pas pu soumettre les Étrusques et les Gaulois à l'issue de la guerre et auraient fondé la colonie de Sena Gallica en territoire gaulois (Ager gallicus) entre 290 et 289 av. J.-C. comme tête de pont afin d'y consolider leurs positions. Les cités étrusques de Vulci et Volsinii prennent la tête de la résistance contre Rome et exploitent le ressentiment gaulois provoqué par la fondation de la colonie. Quelques années plus tard, entre 285 et 284 av. J.-C., elles concluent une nouvelle alliance avec les Boïens et les Sénons, ces derniers acceptant d'être à nouveau enrôlés comme mercenaires pour le compte des Étrusques.

## Les sources
La date et le déroulement des faits demeurent incertains car ils se placent durant la période pour laquelle les livres de l'annaliste romain Tite-Live ont été perdus. Les textes qui nous sont parvenus se rapportant à la campagne romaine contre les Sénons peuvent être classés en trois catégories. D'abord, il y a le récit de Polybe, historien grec, seul auteur qui mentionne explicitement la bataille d'Arretium, mais ce dernier n'apporte pas beaucoup de détails et replace la bataille dans un contexte plus général. Son récit repose très probablement sur celui de Fabius Pictor,. On trouve ensuite des sources qui dérivent vraisemblablement d'une tradition annalistique plus tardive, datant de l'époque syllanienne et dont Tite-Live, Eutrope et Florus ainsi qu'Augustin et Orose sont tributaires,. Enfin, on dispose de textes d'Appien et de Denys d'Halicarnasse qui abordent ces mêmes évènements apportant des détails inédits mais qui ne font pas de référence explicite à la bataille d'Arretium ni au général romain Metellus. Appien semble faire une synthèse des deux traditions précédentes mais son récit demeure confus et difficile à interpréter. Tous ces récits antiques divergent sur certains points, notamment le statut de Lucius Caecilius Metellus Denter et l'intervention de Manius Curius Dentatus, et ne permettent pas de reconstituer le déroulement précis des faits.

## La bataille

### Les causes
Vers la fin de l'année consulaire 284 ou au début de 283 av. J.-C., une armée gauloise composée d'éléments sénons et peut-être boïens traverse les Apennins, probablement pour rejoindre ses alliés étrusques de Vulci et Volsinii. Les gaulois Sénons assiègent la ville d'Arretium, dans le nord-est de l'Étrurie, peut-être dans le but de provoquer une réaction des Romains et de les contraindre à envoyer une armée dans une région éloignée des cités de Vulci et Volsinii, sur le territoire d'une cité restée fidèle à Rome. Lucius Caecilius Metellus Denter prend le commandement de l'armée romaine pour stopper la progression de l'armée gauloise qui est peut-être menée par le Sénon Britomaris, ou le père de celui-ci, et lever le siège d'Arretium. Au courant des manœuvres des cités étrusques, il pourrait avoir tenté d'abord de négocier avec les Gaulois.
Selon les auteurs antiques se reposant sur la tradition la plus tardive, les Romains auraient envoyé aux Gaulois des émissaires pour les dissuader d'entrer en guerre (ad exorandos Gallos). Les négociations se seraient prolongées durant toute la saison de campagne de 284 av. J.-C., jusqu'à l'hiver. Ces ambassadeurs auraient finalement été exécutés par les Gaulois Sénons, poussant les Romains à organiser une expédition punitive menée par le praetor in absentia Lucius Caecilius qui aurait vu son commandement prorogé,. Le meurtre des legati romains constituerait le casus belli mais cette version semble peu cohérente. En effet, Lucius Caecilius étant déjà sur place, ce n'est pas cette raison qui a déclenché l'expédition. De plus, elle doublonne la version de Polybe qui place l'exécution des legati envoyés par Manius Curius Dentatus après la mort de Lucius Caecilius.

### La défaite romaine
La datation de la bataille reste problématique. Polybe qualifie Lucius Caecilius Metellus Denter de Στρατηγός / strategos, ce qui pourrait correspondre au consul romain, fonction que Metellus occupe en 284 av. J.-C. Toutefois, il n'est fait aucune mention sur des documents telles que les Fasti Capitolini du fait qu'un consul en exercice ait trouvé la mort au combat, comme c'est le cas pour le consul Caius Flaminius en 217 av. J.-C. D'autres sources qualifient Metellus de praetor, ce qui placerait la bataille en 283 av. J.-C. Selon une dernière hypothèse, l'expédition quitte Rome durant le consulat de Lucius Caecilius mais la saison de campagne s'achève sans que les négociations aient abouti. Le général romain prend ses quartiers d'hiver en Étrurie. L'offensive gauloise n'interviendrait qu'après l'hiver, à la fin du mandat de consul de Metellus. Ce dernier étant le mieux placé pour repousser l'attaque, il aurait été nommé proconsul ou élu praetor in absentia afin de mener à bien la campagne militaire. Metellus aurait alors affronté les Gaulois dans les premiers mois de 283 av. J.-C.
Les Gaulois, rejoints par des rebelles étrusques, infligent une lourde défaite aux Romains, mettant en déroute une armée romaine de 13 000 hommes, tuant Metellus et sept tribuns militaires,. Cette défaite est la plus lourde subie par les Romains depuis la bataille de l'Allia en 390 av. J.-C. La ville d'Arretium est brièvement occupée par les Gaulois avant d'être reconquise par les Romains durant leur contre-offensive.

## Les conséquences

### La contre-offensive romaine
Selon l'historien grec antique Polybe, Manius Curius Dentatus, vainqueur des Samnites et des Sabins en 290 av. J.-C., est immédiatement élu pour remplacer Lucius Caecilius Metellus comme praetor suffect ou consul suffect si la bataille se déroule en 284 av. J.-C. Le consul en exercice Publius Cornelius Dolabella prépare son armée pour gagner l'Étrurie. Pendant ce temps, Polybe présente Dentatus tentant de négocier la libération des prisonniers romains. Une autre version donnée par Appien prête à cette ambassade une tout autre mission. Les Romains, engagés dans une guerre en Étrurie, accusent les Sénons, alors techniquement considérés comme socii, d'avoir violé un traité en fournissant des mercenaires et en capturant des soldats romains. Toutefois, aucune demande de rançon ni aucun échange ne sont mentionnés par les auteurs antiques. Les Gaulois exécutent les émissaires romains (legati) ce qui a pour effet de décupler l'envie de combattre des soldats romains.
Toujours selon l'auteur antique, la même année, l'armée romaine marche contre les Gaulois qui sont vaincus lors d'une bataille rangée, qui se déroule probablement dans l'Ager gallicus sur la côte adriatique. Polybe ne précise pas le nom du général commandant l'armée romaine. Il peut s'agir de Dentatus mais c'est peu probable, ce dernier ayant été envoyé contenir les Lucaniens qui s'agitent dans le sud de l'Italie. Il pourrait plus probablement s'agir du consul Dolabella qui, à la nouvelle de la mort des legati, a suspendu ses opérations contre les Étrusques pour affronter les Sénons. Selon cette version, les Sénons sont refoulés d'Étrurie et même chassés de leurs terres qui passent sous le contrôle des Romains. Ces derniers fondent la colonie Sena Gallia à cette occasion ou peu après,, alors que selon la tradition livienne, cette première colonie en terres gauloises a déjà été fondée quelques années plus tôt. Dentatus aurait reçu l'honneur d'une ovatio à son retour à Rome pour ses victoires. Toutefois, il paraît étrange que le commandement militaire puisse échoir, même temporairement, à un autre qu'un des deux consuls en exercice l'année de la défaite de Metellus en 283 av. J.-C. L'intervention providentielle de Dentatus permettant aux Romains de se remettre aussi rapidement d'un désastre militaire ne serait qu'une invention d'annalistes romains repris par Polybe. En outre, il s'agirait du premier préteur autorisé à célébrer une ovatio alors que cet honneur est jusqu'alors réservé aux consuls. Il est généralement admis que les préteurs ne gagnent ce droit qu'à partir de la première guerre punique.

### La pacification de l'Étrurie
Le désastre subi par l'armée de Metellus permet à l'armée gauloise victorieuse de progresser vers le sud de l'Étrurie et conforte les Romains dans leur crainte d'une nouvelle invasion gauloise. La nouvelle de la défaite romaine provoque un dernier sursaut étrusque pour empêcher la conquête de l'Étrurie et les cités autour d'Arretium se soulèvent contre la domination romaine. Les Étrusques ne sont pas les seuls à tenter de profiter de la faiblesse temporaire de Rome et sont suivis par les Samnites et les Lucaniens, ainsi que par les Boïens qui, selon Polybe, craignent de subir le même sort que les Sénons, dans l'hypothèse où ces derniers ont été vaincus lors de la contre-offensive menée par Dentatus ou Dolabella. Mais les Romains parviennent à retourner la situation à leur avantage et la même année, durant ce qui semble être une seule et même campagne militaire, menés par le consul Publius Cornelius Dolabella,, ils confortent leur suprématie militaire en Étrurie en remportant une bataille décisive sur la coalition étrusco-gauloise près du Lac Vadimon. L'année suivante, en 282 av. J.-C., le consul Quintus Aemilius Papus défait une dernière armée coalisée d'Étrusques et de Boïens près de Vetulonia. Les Gaulois sont vaincus, l'armée coalisée est anéantie. La paix entre Rome et les Gaulois est rétablie, ces derniers sont contraints de se retirer du nord de l'Italie. Il faut deux années de campagnes supplémentaires pour que Rome soumette les Étrusques, concentrant notamment ses efforts sur les poches de résistance les plus déterminées, autour des cités de Vulci et de Volsinii.